# Kristófer Acox
Kristófer Acox, né le 13 octobre 1993, à Reykjavik, en Islande, est un joueur islandais de basket-ball. Il évolue au poste d'ailier fort.

## Biographie
Le 22 juin 2017, Kris Acox signe au KR Reykjavik.
Le 26 juin 2018, il quitte l'Islande et part en France où il signe à l'ASC Denain-Voltaire. Le 6 novembre 2018, il demande à quitter Denain pour retourner en Islande.

## Palmarès

### En club
- Champion d'Islande 2017

### Distinction personnelle
- MVP du championnat d'Islande 2017-2018